# Freckenhorster Kreis
Der Freckenhorster Kreis ist eine katholische Basisgruppe und wurde 1969 in Freckenhorst bei Münster infolge des Zweiten Vatikanischen Konzils (1962–1965) gegründet. Er tritt für eine Modernisierung und Demokratisierung der katholischen Kirche in Deutschland ein. Er versteht sich als Reformgruppe innerhalb der Kirche und war anfangs ein Kreis nur von Priestern, zu dem seit Mitte der 1970er Jahre auch Laien gehören.

## Geschichte
Der Kreis versuchte die Beschlüsse des Zweiten Vaticanums in der katholischen Kirche Deutschlands umzusetzen, speziell in den Bistümern. Ausschlaggebend waren die Beschlüsse der Gemeinsamen Synode der Bistümer in der Bundesrepublik Deutschland (1971–1975). Kritisiert wird u. a., dass die Beschlüsse des Diözesanforums Münster (1994–1997) ohne Folgen ad acta gelegt worden seien.

## Positionen
Innerkirchlich tritt der Freckenhorster Kreis zur Umsetzung der Dekrete des Zweiten Vatikanischen Konzils für einen grundlegenden Strukturwandel in der katholischen Kirche ein. Statt Zentralismus fordert er eine gemeinsame Verantwortung aller Getauften für die Kirche und die Gesellschaft. Als Arbeitsfelder werden deshalb definiert:
1. das kirchliche Amt im Verständnis als Dienstamt zu festigen
2. die Schaffung von Möglichkeiten der Teilhabe am Leitungsamt der katholischen Kirche für alle Getauften
3. die Gemeinde als Ort des „Miteinander-Glaubens“ und „Miteinander-Lebens“ sowie als Ort der Begegnung mit Gesellschaft und Welt auszubauen
4. den gleichrangigen ökumenischen Dialog zu stärken und mit anderen christlichen Konfessionen und mit „Andersgläubigen“ ins Gespräch zu kommen

Im Oktober 2017 fordert der Freckenhorster Kreis die Zulassung von Segnungsgottesdiensten für gleichgeschlechtliche Paare. 2021 verlangte der Kreis weltweite Solidarität bei der Verteilung von COVID-19-Impfstoffen.

## Bekannte Mitglieder
- Adolf Exeler[10][11]
- Norbert Greinacher[12][11]
- Gisbert Greshake[11]
- Franz Kamphaus[10][11]
- Walter Kasper[13][14][11]
- Ferdinand Kerstiens[15]
- Peter Lengsfeld[10]
- Norbert Mette[16]
- Johann Baptist Metz[10]
- Franz-Josef Ortkemper[17]
- Hermann Josef Pottmeyer[11]
- Paul Schladoth[10][11]

Karl Rahner, von 1967 bis 1971 Professor für Dogmatik und Dogmengeschichte in Münster, gehörte dem Freckenhorster Kreis nicht an, stand ihm und seinen Gründungsmitgliedern aber nahe.